# Phaonia berolinensis
Phaonia berolinensis este o specie de muște din genul Phaonia, familia Muscidae, descrisă de Willi Hennig în anul 1963. Conform Catalogue of Life specia Phaonia berolinensis nu are subspecii cunoscute.